# Candlelight Records
Candlelight Records je neovisna izdavačka kuća koju je osnovao bivši basist sastava Extreme Noise Terror, Lee Barrett. Ima podružnice u Ujedinjenom Kraljevstvu i SAD-u, te je specijalizirana za izdanja black i death metal-sastava.

## Sastavi
Neki od sastava koji imaju ili su imali potpisan ugovor s Candlelight Recordsom:
| Candlelight UK - 1349 - Anaal Nathrakh - Averse Sefira - Blut Aus Nord - Carnal Forge - Crowbar - Daylight Dies - Defiance - Emperor - Epoch of Unlight - Ihsahn | - Illdisposed - Insomnium - Myrkskog - Novembers Doom - Omnium Gatherum - Onslaught - Sear Bliss - Sigh - Starkweather - To-Mera - Whitechapel - Xerath |

| Candlelight USA - Absu - Amoral - Audrey Horne - Bal-Sagoth - Candlemass - Dark Funeral - Dead Man in Reno - Destruction - Dismember - Electric Wizard - Elvenking - Enslaved - Entombed - Fear Factory - Firebird | - Gorgoroth - Keep of Kalessin - Marduk - Masterplan - Morbid Angel - Obituary - Odius Mortem - Opeth - Sahg - Sarah Jezebel Deva - Sinister - Susperia - Theatre of Tragedy - U.D.O. - Vader - Windir |

## Vanjske poveznice
- Candlelight UK
- Candlelight USA  Arhivirana inačica izvorne stranice od 19. ožujka 2006. (Wayback Machine)